# Гірниче право
Гірниче право (рос.горное право, англ. mining laws, нім. Bergrecht n) — сукупність правових норм, які регулюють суспільні відносини, пов'язані з використанням надр Землі для видобування корисних копалин та для інших цілей, а також з охороною надр, що становлять державну власність.

## Історія
Гірниче право відіграло особливу роль в становленні вільного підприємництва й нових виробничих відносин у гірничо-металургійних центрах феодальної Європи, слугувало запорукою правових взаємин при розбудові європейського промислу. Слід відмітити, що відповідні своєму часу гірничі закони існували вже в античну добу, але були втрачені й забуті. В епоху середньовіччя спроби введення деяких гірничих свобод були здійснені ще маркграфом Отто Майсенським у Шварцвальді, як намагання протиставити гірниче самоврядування монополії ордена цистерціанців. Перший гірничий статут був укладений архієпископом міста Тренто (Північна Італія) у 1208 р.
Взірцем високої професійної культури став «Королівський гірничий кодекс» Вацлава II (1300 р.). Він включав не тільки комплекс практичних рекомендацій щодо організації та веденню гірничих робіт, але й затверджував законні права на вільний характер гірничої справи, регламентував економічні відносини між гірниками, їх об'єднаннями (артілями), цеховим керівництвом, вкладниками грошей, власниками земель та державою в особі короля. Майже без змін цей кодекс був прийнятий на великих словацьких рудниках у Банській Штявниці (німецька назва — Шемніц) і під титулом «Шемницьке право» отримав широке розповсюдження у Центральній та Східній Європі.